# Cyphocarpus psammophilus
Cyphocarpus psammophilus là loài thực vật có hoa trong họ Hoa chuông. Loài này được Ricardi mô tả khoa học đầu tiên năm 1959.